# 1842 na música

## Eventos
- Fundação da Banda Musical de Calvos.

## Nascimentos
| Data       | Nome                    | Profissão  | Nacionalidade | Observações | Ref |
| ---------- | ----------------------- | ---------- | ------------- | ----------- | --- |
| 12 de Maio | Jules Massenet          | compositor | França        | m. 1912     |     |
| 13 de Maio | Arthur Seymour Sullivan | compositor | Inglaterra    | m. 1900     |     |

## Mortes
| Data         | Nome                   | Profissão             | Nacionalidade | Observações | Ref |
| ------------ | ---------------------- | --------------------- | ------------- | ----------- | --- |
| 15 de Março  | Luigi Cherubini        | compositor            | Itália        | n. 1760     |     |
| 18 de Agosto | João Domingos Bomtempo | pianista e compositor | Portugal      | n. 1775     |     |